# Staurastrum spongiosum
Staurastrum spongiosum là một loài Song tinh tảo trong họ Desmidiaceae, thuộc chi Staurastrum.